# Hörgársveit

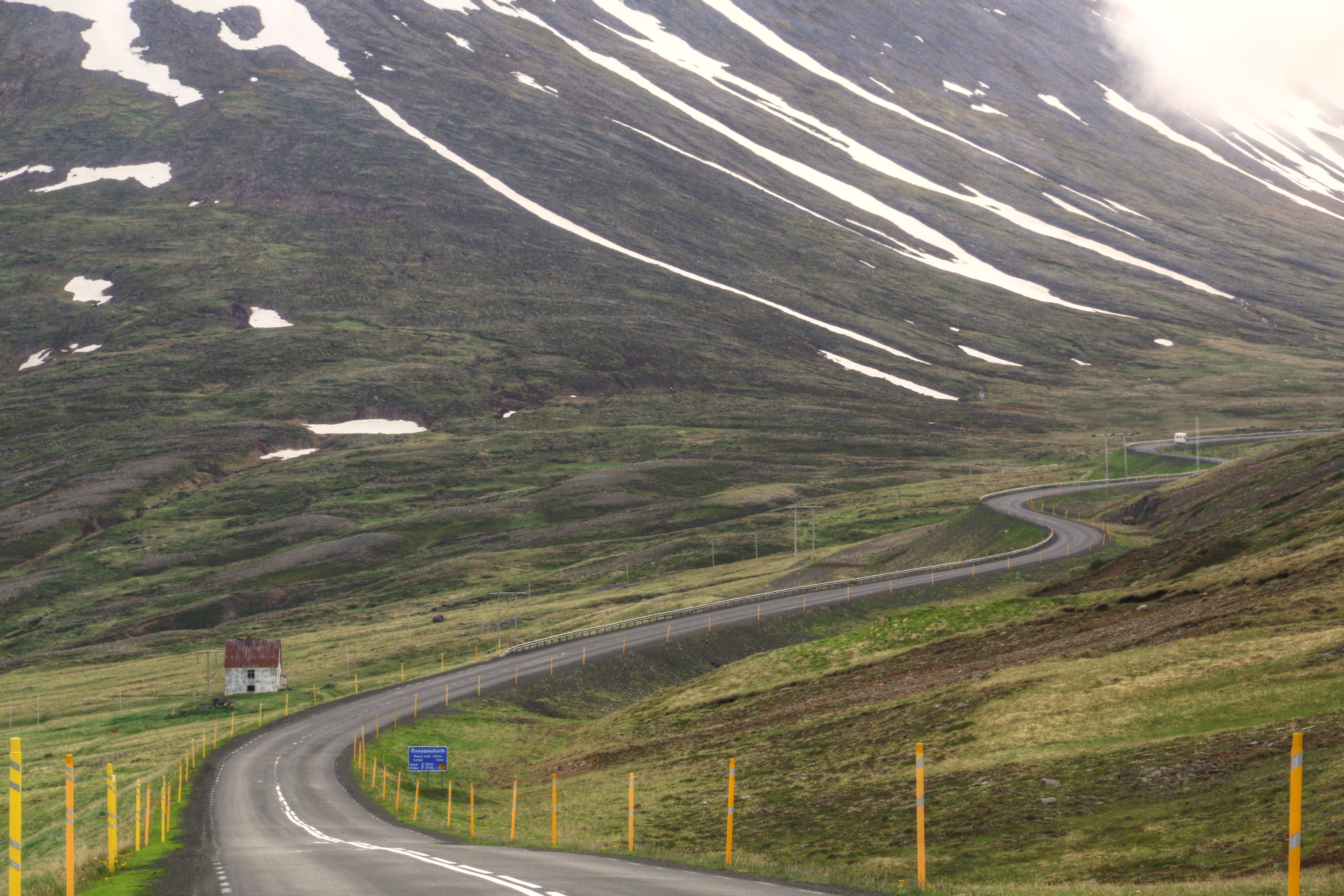
Öxnadalsheiði

Hörgársveit är en kommun i republiken Island.   Den ligger i regionen Norðurland eystra, i den norra delen av landet, 230 km nordost om huvudstaden Reykjavik.
Trakten ingår i den boreala klimatzonen. Årsmedeltemperaturen i trakten är −5 °C. Den varmaste månaden är juli, då medeltemperaturen är 8 °C, och den kallaste är februari, med −12 °C.